# Gobiodon okinawae
Gobiodon okinawae – gatunek ryby z rodziny babkowatych.

## Występowanie
Zach. Pacyfik od Japonii na płn. po Wielką Rafę Koralową i wyspy Rowley Shoals w Australii na płd.; na wsch. po Palau i Wyspy Marshalla.
Występuje w lagunach na głębokości 2 - 15 m, wśród odgałęzień koralowców Acropora z którymi jest związana, zazwyczaj zawisa wśród koralowców lub nad nimi, albo odpoczywa leżąc na nich. Żyje w niewielkich grupach po 5-15 osobników. Preferuje temp. 20-25° C.

## Cechy morfologiczne
Osiąga 3,5 cm długości. W płetwach grzbietowych 7 twardych i 10 miękkich promieni, w płetwie odbytowej 1 twardy i 9 miękkich promieni. W płetwach piersiowych 17 promieni.
Ubarwienie ciała jednolicie cytrynowo-żółte oprócz bladej plamy na policzkach.

## Znaczenie
Hodowana w akwariach.